# Danny Earls
Daniel Keith Earls, detto Danny (Dublino, 22 aprile 1989), è un ex calciatore irlandese, di ruolo difensore.

## Carriera

### Europa
Ha iniziato la sua carriera nel Wicklow Rovers, prima di trasferirsi all'Aston Villa. Non ha mai giocato una partita in prima squadra, ma ha giocato ampiamente per le riserve durante i suoi tre anni con la squadra.

### Stati Uniti
Nel giugno del 2008 ha lasciato l'Inghilterra per gli Stati Uniti per giocare con i Rochester Rhinos della USL First Division. Ha fatto il suo debutto con la squadra il 10 giugno 2008, in una partita vinta contro l'RWB Adria nella Lamar Hunt U.S. Open Cup 2008.
Il 10 febbraio 2010 viene ceduto ai Colorado Rapids. Dopo una stagione con i rapids, il 22 novembre 2010 è stato ceduto ai Seattle Sounders FC, insieme al suo compagno di squadra Julien Baudet.

## Palmarès

### Competizioni nazionali
- Campionato MLS: 1

Colorado Rapids: 2010